# Victor Sorocean
Victor Sorocean (n. 12 august 1948, Danu, Glodeni) este un om politic din Republica Moldova, care din decembrie 2014 este deputat în Parlamentul Republicii Moldova de legislatura a XX-a (2014-2018), în cadrul fracțiunii Partidului Socialiștilor din Republica Moldova (PSRM). A mai fost deputat în perioada 1998 – 2001, iar între 1995 - 1998 a fost viceprimar al municipiului Bălți.
La alegerile parlamentare din 30 noiembrie 2014 din Republica Moldova a candidat la funcția de deputat de pe locul 19 în lista candidaților PSRM.